# Atractus iridescens
Atractus iridescens este o specie de șerpi din genul Atractus, familia Colubridae, descrisă de Peracca 1896. Conform Catalogue of Life specia Atractus iridescens nu are subspecii cunoscute.